# 國道204號

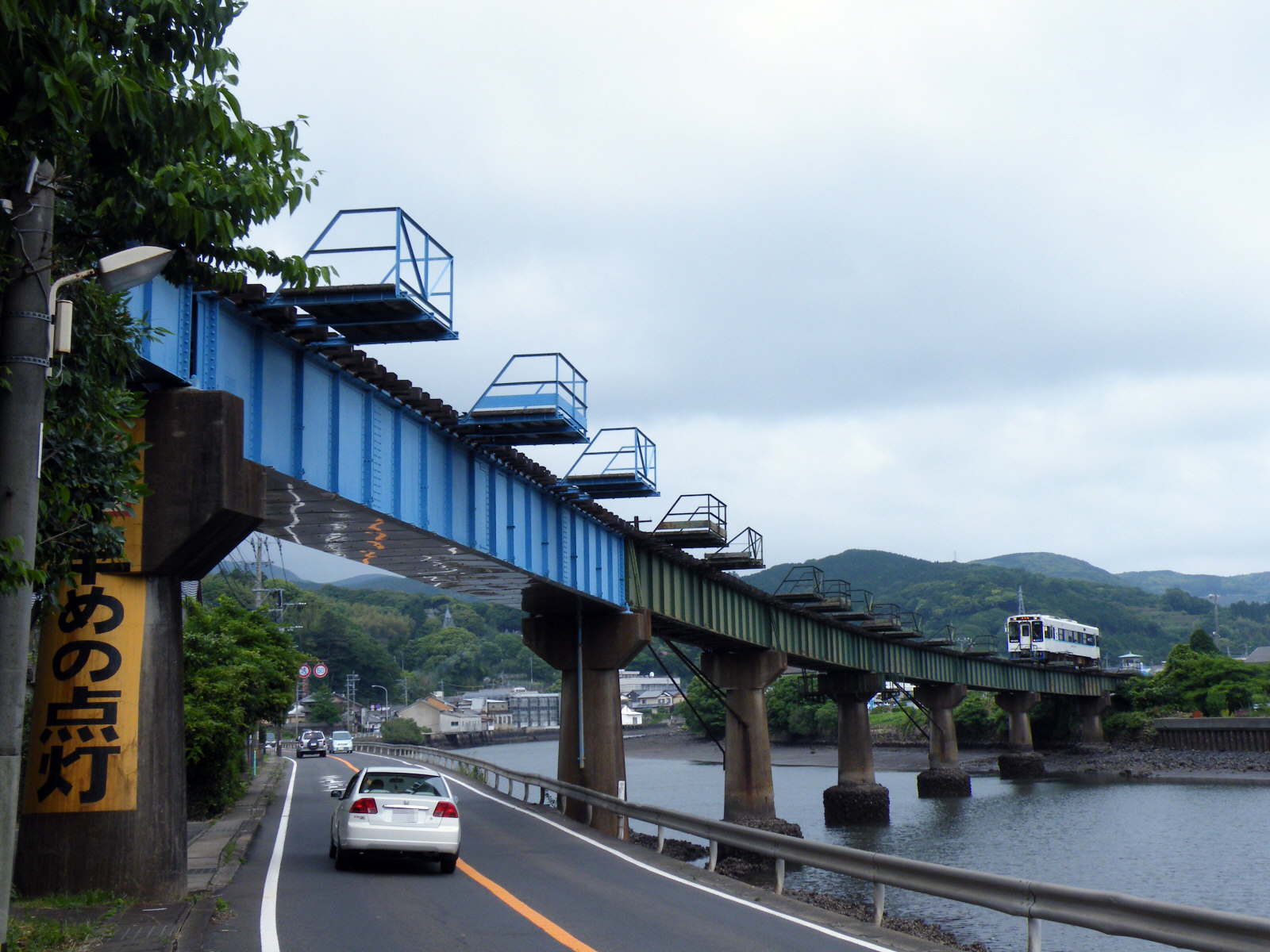
松浦鐵道西九州線第一江迎川橋梁下的國道204號（佐世保市江迎町）

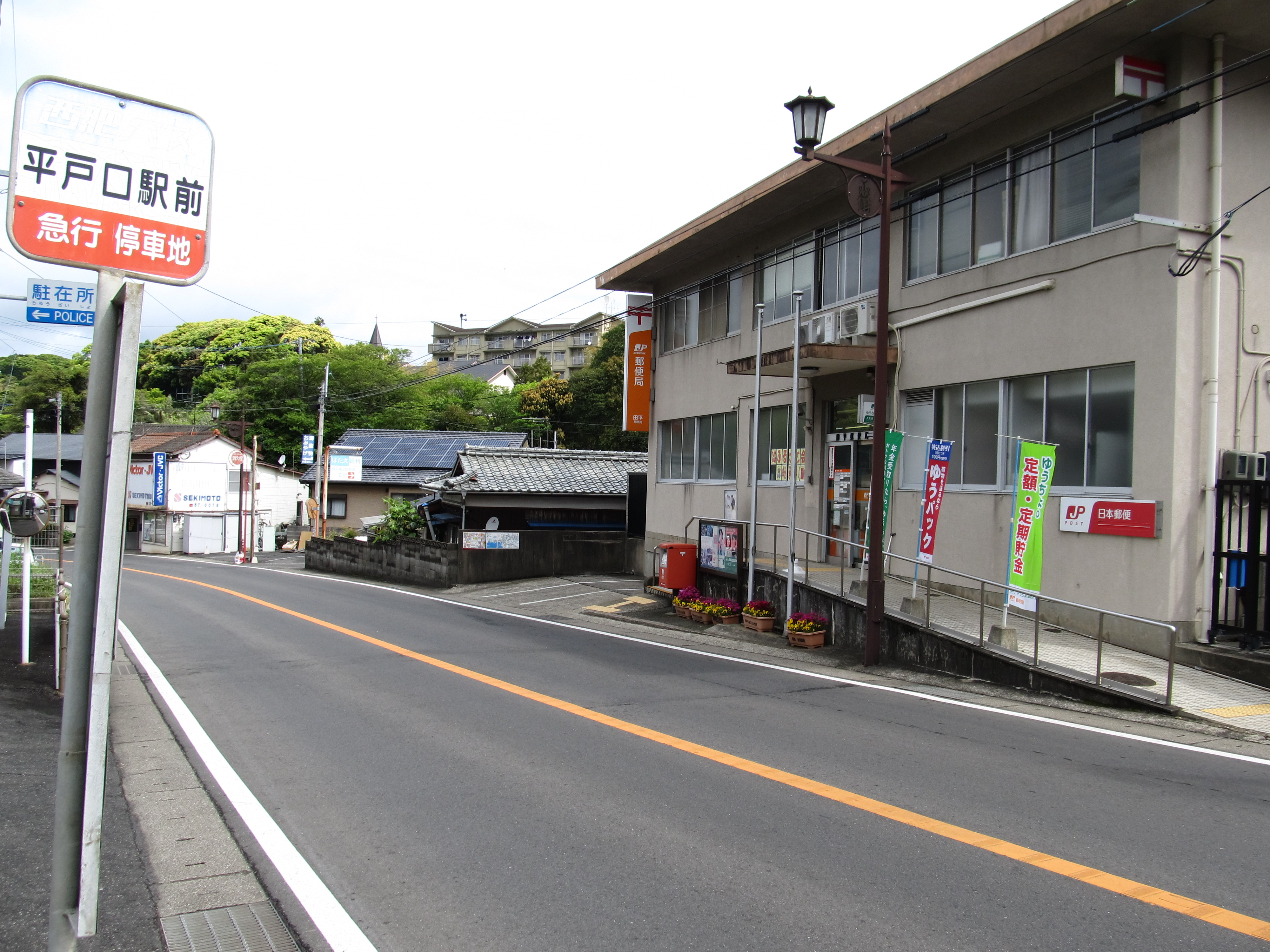
西肥巴士平戶口站前停留所（平戶市田平町）。道路對側為田平郵局。

國道204號是日本佐賀縣唐津市經玄界灘沿岸至長崎縣佐世保市的一般國道。

## 概要
佐賀縣唐津市至伊萬里市間沿東松浦半島玄界灘而建。伊萬里市至長崎縣佐世保市與松浦鐵道西九州線並行，穿越松浦市、平戶市田平町。

### 路線資訊
基於一般國道路線指定條例的起終點與經過地如下：
- 起點：唐津市（瀨田原交差點＝國道202號、國道203號交點）
- 終點：佐世保市（佐世保市役所前＝國道35號終點）
- 主要經過地：佐賀縣東松浦郡呼子町[注釋 2]、同郡鎮西町[注釋 2]、伊萬里市、松浦市、長崎縣北松浦郡田平町[注釋 3]、同郡江迎町[注釋 4]、同郡佐佐町
- 長度：161.6公里（實長161.6公里、現道155.6公里）[2][注釋 5]
  - 佐賀縣區間：94.5公里（實長94.5公里、現道90.9公里）
  - 長崎縣區間：67.1公里（實長67.1公里、現道64.7公里）
- 指定區間：無[3]

## 沿革
- 1953年5月18日
  - 劃為二級國道204號唐津佐世保線（唐津市 - 佐世保市）。
- 1965年4月1日
  - 道路法改正廢除一級、二級區分劃為一般國道204號[4]。

## 路線狀況

### 繞道
- 佐志繞道[注釋 6]（唐津市）
- 西部繞道（伊萬里市）
- 松浦繞道（松浦市）
- 本山繞道（佐世保市）

### 道之驛
- 桃山天下市（唐津市）
- 松浦海民俗博物館（松浦市）
- 昆蟲之里田平（平戶市）

## 地理

### 通過行政區
- 佐賀縣
  - 唐津市 - 東松浦郡玄海町 - 唐津市 - 伊萬里市
- 長崎縣
  - 松浦市 - 平戶市 - 佐世保市 - 北松浦郡佐佐町 - 佐世保市

### 沿線
唐津市
- 唐津大手口巴士中心
- 唐津市役所
- 西唐津站
- 呼子港
- 佐賀縣立名護屋城博物館

東松浦郡玄海町
- 九州電力玄海核能發電廠
- 玄海町役場

伊萬里市
- 名村造船所
- 伊萬里站

松浦市
- 松浦魚市場
- 松浦站
- 松浦火力發電廠

平戶市
- 平戶市役所田平支所
- 田平平戶口站
- 田平港

北松浦郡佐佐町
- 佐佐町役場

佐世保市
- 佐世保市西部清潔中心
- 佐世保市役所
- 舊江迎町役場
- 江迎巴士中心

## 外部連結
- 佐賀縣** 唐津土木事務所：管理唐津市、東松浦郡玄海町區間。
  - （页面存档备份，存于）：管理伊萬里市之區間。
- 長崎縣 （页面存档备份，存于）
  - 縣北振興局建設部 （页面存档备份，存于）：管理長崎縣區間。